# I Wanna Be Santa Claus
I Wanna Be Santa Claus é o 12º álbum de estúdio de Ringo Starr, um álbum natalino, lançado em 1999.

## História e gravação
Ringo Starr e seu parceiro musical Mark Hudson compuseram "Dear Santa" e "Christmas Eve" em julho de 1998 na residência de Starr em Surrey. As duas canções foram gravadas alguns meses depois, entre 14 e 16 de setembro no Reino Unido. As sessões de acompanhamento não começaram até 8 de março de 1999 no Whatinthewhatthe?  Studios de Los Angeles, onde foram gravadas as faixas "Rudolph the Red-Nosed Reindeer", "The Little Drummer Boy", "Christmas Time (Is Here Again)" e mais trabalhos sobre "Dear Santa", foram gravados naquele dia. Destaque nessas faixas foram Starr, Hudson, Jim Cox e Steve Dudas. Gravado ao longo de 1999 por Starr e Hudson, I Wanna Be Santa Claus — que é composto em parte por canções tradicionais e em parte por originais — foi feito em vários estúdios nos EUA e no Reino Unido, com suas famílias se juntando e incluindo dois notáveis convidados, Joe Perry, do Aerosmith, e Timothy B. Schmit, do Eagles. Jeff Lynne também canta os vocais de apoio em "Come on Christmas, Christmas Come On", "I Wanna Be Santa Claus" e "Christmas Time (Is Here Again)". As sessões finais do álbum foram realizadas nos dias 8 e 9 de setembro no Whatinthewhatthe? Studios, com mixagem nos A&M Studios, Los Angeles e Sterling Sound, Nova Iorque.

## Letras
A faixa-título é sobre espalhar alegria todos os dias do ano, não apenas no Natal.

## Recepção
Lançado em 19 de outubro de 1999, nos EUA pela Mercury Records, antes da temporada de Natal, I Wanna Be Santa Claus não foi um sucesso comercial, apesar de suas boas críticas. Foi relançado em 23 de setembro de 2003, intitulado 20th Century Masters: The Best of Ringo Starr/The Christmas Collection. Starr deixou a Mercury depois que eles não fizeram nenhuma promoção para o álbum, o que resultou em poucas vendas.